# Eleutherococcus sieboldianus
Espèce
Classification phylogénétique
Eleutherococcus sieboldianus (synonyme : Acanthopanax sieboldianus) est une espèce de plantes à fleurs de la famille des Araliaceae. C'est un buisson d'environ 1 m de haut . Il supporte des climats froids (Rusticité USDA zone 5 à 9) et les situations ombragées.
Originaire de Chine, il appartient à la pharmacopée traditionnelle. Au Japon, il est récolté et cultivé sous le nom de himeukogi (ヒメウコギ).
La variété 'Variegatus' (à feuilles panachés verte et blanc-jaunâtre) est commercialisée comme plante décorative 

## Utilisation
Les jeunes pousses sont consommés comme un "légume de montagne" sansai (山菜 = さんさい）ou légume sauvage comestible.